# Tennis Napoli Cup 2012
Il Tennis Napoli Cup 2012 è stato un torneo professionistico di tennis maschile giocato sulla terra rossa. È stata la 76ª edizione del torneo che fa parte dell'ATP Challenger Tour nell'ambito dell'ATP Challenger Tour 2012. Si è giocato a Napoli in Italia dal 23 al 29 aprile 2012.

## Partecipanti

### Teste di serie
| Nazionalità | Giocatore            | Ranking* | Testa di serie |
| ----------- | -------------------- | -------- | -------------- |
| Lussemburgo | Gilles Müller        | 62       | 1              |
| Italia      | Simone Bolelli       | 105      | 2              |
| Paesi Bassi | Igor Sijsling        | 120      | 3              |
| Francia     | Adrian Mannarino     | 128      | 4              |
| Italia      | Alessandro Giannessi | 136      | 5              |
| Paesi Bassi | Thomas Schoorel      | 145      | 6              |
| Germania    | Dustin Brown         | 151      | 7              |
| Francia     | Florent Serra        | 153      | 8              |

- Ranking al 16 aprile 2012.

### Altri partecipanti
Giocatori che hanno ricevuto una wild card:
- Marco Cecchinato
- Enrico Fioravante
- Federico Gaio
- Stefano Napolitano

Giocatori passati dalle qualificazioni:
- Riccardo Bellotti
- Adrien Bossel
- Roman Jebavý
- Mikhail Ledovskikh

## Vincitori

### Singolare
Andrej Kuznecov ha battuto in finale  Jonathan Dasnières de Veigy con il punteggio di 7–6(6), 7–6(6)

### Doppio
- Laurynas Grigelis /  Alessandro Motti hanno battuto in finale  Rameez Junaid /  Igor Zelenay con il punteggio di 6–4, 6–4